# Ferula potaninii
Ferula potaninii là một loài thực vật có hoa trong họ Hoa tán. Loài này được Korovin ex Pavlov mô tả khoa học đầu tiên năm 1935.